# El entierro de la sardina
El entierro de la sardina (hiszp. Pogrzeb sardynki) – święto obchodzone zarówno w Hiszpanii, jak i w Ameryce Łacińskiej. Symbolizuje ono koniec karnawału i początek wielkiego postu. Święto to obchodzone jest tradycyjnie w środę popielcową, gdzi „pogrzebuje” się symbolicznie przeszłość, to, co społecznie ustanowione, żeby móc narodzić się z większą siłą i przekształcić w nowe społeczeństwo. Zazwyczaj organizuje się parady, które mają formę parodii konduktu pogrzebowego i kończą się spaleniem figury, zazwyczaj sardynki.
Sardynka ma zazwyczaj mocno pomalowane usta, długie i bujne brwi. Ma symbolizować kokieteryjną kobietę. Jest zbudowana z kartonu i wypełniona papierem i materiałem łatwopalnym, tak żeby łatwo było ją podpalić i żeby jak najdłużej się paliła. Zazwyczaj stawia się ją pionowo i jej wysokość może osiągnąć nawet siedem i pół metra.
Wiele hiszpańskich świąt kończy się ceremoniami, na których podpalane są symboliczne figury (np. sardynka). Ogień symbolizuje oczyszczenie z grzechów, wyzwolenie i narodzenie się na nowo. Ma to na celu skłonienie mieszkańców do refleksji i przywołanie do porządku. W odróżnieniu od innych świąt, obchodzonych na półwyspie iberyjskim, El Entierro de la Sardina w Murcji obchodzone jest po Wielkim Tygodniu i symbolizuje, odwrotnie niż w innych regionach Hiszpanii, „wygraną” Don Carnal (Karnawału) nad Doña Cuaresma (Wielki Post). Obchody w Murcji znane są z pokazów ognia i karoc, smoków i postaci mitologicznych, które rozrzucają dziecięce zabawki. Obchody tego święta kończą się wraz ze spaleniem ogromnej figury w kształcie sardynki i pokazem sztucznych ogni. Ogień jest symbolem regeneracji i wyzwolenia. El Entierro de la Sardina jest jednym z najważniejszych świąt i uznaje się ją za „Fiesta de Interés Turístico Internacional.
Innym znanym świętem w Hiszpanii jest Carnaval de Las Palmas de Gran Canaria, gdzie organizuje się między innymi konkursy „Gala de Elección de la Reina” i „Gala de Eleccción del Drag Queen”. Karnawał w Gran Canarii kończy się podpaleniem figury el Haragán, Judasza lub sardynki. Obchody te mają miejsce w środę popielcową (dzień rozpoczęcia Wielkiego Postu), chociaż w ostatnich latach odbywały się w ostatnią sobotę karnawału. Tu ogień również symbolizuje wyzwolenie i regenerację. Procesja również ma formą konduktu pogrzebowego, zaczyna się w Av/ Rafael Cabrera pomiędzy Teatrem Pérez Galdós i Parkiem San Telmo, a kończy na plaży (la Playa de Las Canteras) i placu (Plaza de la Puntilla). Na zakończenie obchodów, figurka sardynki wkładana jest do morza podczas pokazów sztucznych ogni.

## Historia święta
Historycy wskazują, że pierwsze obchody tego święta mogły mieć miejsce w Madrycie, w czasach panowania Karola III. Gdy handlarze sardynek zorientowali się, że po przyjeździe do północnej wioski w pobliżu wybrzeża, sardynki były zgniłe, postanowili zorganizować pochód w kierunku la Fuente de la Teja żeby móc zakopać sardynki nad rzeką.